# Назары
Назары — опустевшая деревня в Арбажском районе Кировской области. 

## География
Находится на расстоянии примерно 21 километр по прямой на север-северо-восток от районного центра поселка Арбаж.

## История
Известна была с 1873 года как деревня Назаровская, в которой учтено было дворов 11 и жителей 73, в 1905 (починок Назаровский) 14 и 100, в 1926 (уже деревня Назары) 24 и 138, в 1950 23 и 108, в 1989 было учтено 13 постоянных жителей. До января 2021 года входила в состав Сорвижского сельского поселения до его упразднения. 

## Население
Постоянное население составляло 5 человек (русские 80%) в 2002 году, 0 в 2010.